# Pseudomiza cervina
Pseudomiza cervina là một loài bướm đêm trong họ Geometridae.